# Radula amentulosa
Radula amentulosa là một loài rêu trong họ Radulaceae. Loài này được Mitt. mô tả khoa học đầu tiên năm 1861.